# Държавен театър на Северна Гърция
Държавният театър на Северна Гърция (на гръцки: Κρατικό Θέατρο Βορείου Ελλάδος) е театър в големия македонски град Солун, Гърция. Театърът е една от най-големите театрални организации в страната, финансирана от Министерството на културата.

## Местоположение
Театърът е разположен на площада до Бялата кула, в сградата на Обществото за македонски изследвания на улица „Етники Амина“ № 4 в Солун, завършена в 1951 година.

## История
Държавният театър на Северна Гърция е основан на 13 януари 1961 година. Първият ръководител на театралната организация е Георгиос Теотокас, а първият художествен директор е Сократис Карандинос. В първоначалния период на съществуването си Държавният театър на Северна Гърция се помещава в сградата на Кралския театър. Премиерата на представление от първия му сезон се открива на 2 декември 1961 година. След още четири представления, Държавният театър се мести в есента на 1962 година в сградата на Обществото за македонски изследвания.
Съвременната институционална рамка на театъра е създадена в 1994 година, включваща художествен директор и борд на директорите, които управляват театъра, контролиран и финансиран от Министерството на културата на Гърция. Държавният театър на Северна Гърция също така включва пет зимни и два летни театъра, което го прави най-голямата театрална институтция в Гърция. Сред театрите, които са под неговата шапка са Солунският кралски театър, Театърът на Обществото за македонски изследвания, сцена „Сократис Карандинас“ в Лазаристкия манастир и други.